# Алмазбек Атамбајев
Алмазбек Шаршенович Атамбајев (кирг. Алмазбек Атамбаев Шаршенович; с. Арашан, 17. септембар 1956) је бивши председник Киргистана. Постао је председник у децембру 2011. године када је наследио привременог председника Розу Отунбајеву која је била на тој функцији од свргавања Курманбека Бакијева. Председник је остао до 16. октобра 2017. године.
Пре него што је постао председник, Атамбајев је био премијер од марта до новембра 2007. године и од децембра 2010. године до децембра 2011. године.
Налази се на челу Социјалдемократске партије Киргизије.
Атамбајев је почасни председник Федерације самбо Киргистана.